# 鹿港福靈宮
24°03′31″N 120°26′05″E / 24.058556°N 120.434749°E
鹿港福靈宮，是位於臺灣彰化縣鹿港鎮順興里的廟宇，主祀林爽文事件的抗清人物王勳（王芬）。

## 沿革
王勳被殺後，首級安葬於鹿港崙仔頂。鹿港仕紳崇尚作為鹿港八郊會館總教頭的王勳捍衛鄉土、志節英烈等因素，在墓塚旁建小祠供鄉人膜拜，初稱為「王芬大哥塚」，後漸改稱「王恩大哥廟」，後擴建改名為「福靈宮」。
1971年間廟身整修擴建，從清水迎回身軀整合同葬。1986年再度重修，由鎮民代表紀李招治發起。紀銘富接任後，因廟務清閒，就利用廟宇右側空地搭建美式餐飲店。多年來管委會功能不彰，2008年重組，由手工藝坊老闆張清溪擔任重組信徒大會創會長，時任手工藝店長的大學生黃珮雯接下主委。

## 祭祀
以農曆六月十四日誕辰，農曆正月十七日忌辰。 
廟宇鄰近鹿港鎮漁會，而漁會對面的公用地之前為鹿港鎮第二公墓，據傳王勳可專治這裡墳墓的厲鬼。寫有《由鹿港的歷史發展談平海大將軍王芬》的鹿港鎮公所農業課長許丕和表示，寶成工業在福興工業區投資設廠時，因工廠宿舍頻傳靈異事件，員工人心不安，蔡其瑞遂迎請此廟主神鎮煞，廠區從此平靜順遂，因而在廠區建廟奉祀。